# 台灣力兆盃職業圍棋賽
台灣『力兆盃』職業圍棋賽，由台灣棋院文化基金會主辦，2007年開辦。

## 賽制
- 單敗淘汰制，
- 規則：比目法圍棋規則，一律分先，黑先貼還六目半。
- 時限：基本用時1小時，保留3分鐘讀秒，每次1分鐘

## 獎金及對局費
- 獎金規模:50萬元
- 冠軍獎金:8萬元，亞軍獎金:4萬元，決軍賽無對局費，
- 四強戰：基本對局費10,000元，無勝局獎
- 八強戰：基本對局費8,000元，無勝局獎
- 16強戰：基本對局費6,000元，無勝局獎
- 16強戰以下：基本對局費4,000元，無勝局獎

## 歷屆冠亞軍
| 屆次 | 年份   | 冠軍        | 亞軍        | 備註          |
| ---- | ------ | ----------- | ----------- | ------------- |
| 1    | 2007年 | [[]] 八段   | 庾炅旻 五段 | 周俊勳 陳詩淵 |
| 2    | 2008年 | 蕭正浩 六段 | 廖冠泓 二段 | 夏大銘 庾炅旻 |

## 沿革
- 2007年第一屆
  - 賽制採單敗淘汰制，
  - 規則：比目法圍棋規則，一律分先，黑先貼還六目半。
  - 時限：基本用時1小時，保留3分鐘讀秒，每次1分鐘
  - 16強戰及以下：基本對局費4,000元，無勝局獎
  - 八強戰：基本對局費8,000元，無勝局獎
  - 四強戰：基本對局費15,000元，無勝局獎
  - 決賽：冠亞軍賽無基本對局費，
  - 冠軍獎金:十萬元
  - 亞軍獎金:四萬元

- 2008年第二屆
  - 賽制採單敗淘汰制，
  - 規則：比目法圍棋規則，一律分先，黑先貼還六目半。
  - 時限：基本用時1小時，保留3分鐘讀秒，每次1分鐘
  - 16強以下：基本對局費4,000元，無勝局獎
  - 16強戰：基本對局費6,000元，無勝局獎
  - 八強戰：基本對局費8,000元，無勝局獎
  - 四強戰：基本對局費1,000元，無勝局獎
  - 決賽：冠亞軍賽無基本對局費，
  - 冠軍獎金:八萬元
  - 亞軍獎金:四萬元